# Elbit 100
 (août 2025).
 (avril 2025).
La mise en forme du texte ne suit pas les recommandations de Wikipédia : il faut le « wikifier ».
Les points d'amélioration suivants sont les cas les plus fréquents :
- Les titres sont pré-formatés par le logiciel. Ils ne sont ni en capitales, ni en gras.
- Le texte ne doit pas être écrit en capitales (les noms de famille non plus), ni en gras, ni en italique, ni en « petit »…
- Le gras n'est utilisé que pour surligner le titre de l'article dans l'introduction, une seule fois.
- L'italique est rarement utilisé : mots en langue étrangère, titres d'œuvres, noms de bateaux, etc.
- Les citations ne sont pas en italique mais en corps de texte normal. Elles sont entourées par des guillemets français : « et ».
- Les listes à puces sont à éviter, des paragraphes rédigés étant largement préférés. Les tableaux sont à réserver à la présentation de données structurées (résultats, etc.).
- Les appels de note de bas de page (petits chiffres en exposant, introduits par l'outil «  Source ») sont à placer entre la fin de phrase et le point final[comme ça].
- Les liens internes (vers d'autres articles de Wikipédia) sont à choisir avec parcimonie. Créez des liens vers des articles approfondissant le sujet. Les termes génériques sans rapport avec le sujet sont à éviter, ainsi que les répétitions de liens vers un même terme.
- Les liens externes sont à placer uniquement dans une section « Liens externes », à la fin de l'article. Ces liens sont à choisir avec parcimonie suivant les règles définies. Si un lien sert de source à l'article, son insertion dans le texte est à faire par les notes de bas de page.
- La présentation des références doit suivre les conventions bibliographiques. Il est recommandé d'utiliser les modèles {{Ouvrage}}, {{Chapitre}}, {{Article}}, {{Lien web}} et/ou {{Bibliographie}}. Le mode d'édition visuel peut mettre en forme automatiquement les références.
- Insérer une infobox (cadre d'informations à droite) n'est pas obligatoire pour parachever la mise en page.

Pour une aide détaillée, merci de consulter Aide:Wikification.
Si vous pensez que ces points ont été résolus, vous pouvez retirer ce bandeau et améliorer la mise en forme d'un autre article.

## Elbit 100
Le mini-ordinateur Elbit 100 était fabriqué et commercialisé par la société Elbit Computers Ltd, division de la société Israélienne Elbit Systems. Il est un exemple typique d'une architecture microprogrammée. Plusieurs versions furent produites et vendues, aux États-Unis et en Europe, à partir de 1968,.

## Une distribution mondiale
Le Monthly Computer Census (Recensement Mensuel des Ordinateurs) maintenue par la revue Computer and Automation, se basant sur les chiffres communiqués par les constructeurs ou faisant leur propre estimation, indique une première installation aux État-Unis d'Amérique en octobre 1967, et 325 unités vendues (au total) jusqu'en 1974.
En France l'Institut de Programmation de Paris en comptera 7 en 1972 et la société Intertechnique 5.
| Date       | Nombre d'installations | En commande | PDP-8L |
| ---------- | ---------------------- | ----------- | ------ |
| Jan. 1968  | 4                      | 31          |        |
| Nov. 1968  | 45                     |             |        |
| Sept. 1969 | 75                     | 40          |        |
| Nov. 1969  | 100                    | 100         | 765    |
| Mai 1970   | 120                    | 75          |        |
| Nov. 1970  | 150                    | 50          |        |
| Mar. 1971  | 225                    | 50          |        |
| Mar. 1972  | 300                    | 20          | 3902   |
| Sept. 1972 | 315                    | 20          |        |
| Jan 1973   | 325                    | 10          |        |
| Mai 1974   | 325                    |             |        |

Malgré un coût pas très élevé de 4 900 dollars dans une configuration de base sans teletype, le nombre d'unité vendues reste faible. Uzia Galil, directeur général d'Elbit Computers, attribue cet échec à un manque de capacité de maintenance ainsi à un effort de marketing insuffisant.

## Caractéristiques principales
Les principales caractéristiques,, sont :
- Unité arithmétique et logique de 4 bits, présentant un processeur de 12 bits
- Espace d'adressage : 12 bits (4 Kmots).
- Rapidité : 7,2 μs pour une addition sur 12 bits.
- Mémoire 1 - 4 K mots de 12 bits, 2μs de temps de cycle
- Architecture microprogrammée basée sur une mémoire morte à 400ns de temps d'accès.
- Nombre d'instructions : 106
- Langage de programmation : assembleur
- Bus d'entrée-sortie à 256 canaux, 4 niveaux d'interruption (optionnel).
- 1 Mbit/s de taux de transfert d'entrée/sortie (maximum).

La rapidité est indicative, la source étant des brochures publicitaires : elle est parfois annoncée à 6 μs, à moins que cela ne se réfère à une autre version matériel.
L'Elbit 100 contient au minimum 8 cartes de circuits imprimés en fibre de verre. Le circuits intégrés utilisés sont de la famille DTL. Les dimensions du châssis sont d'environ 22H x 48L x 50P centimètres (configuration rack) pour un poids de 25 kg.

## Utilisations
Cet ordinateur n'est pas destiné à un usage général, le calcul, mais vers le contrôle d'équipements avec éventuellement un pré-traitement des données. Voici quelques utilisations proposées :
- Calculs et contrôle d'équipements utilisés pour des expériences scientifiques (instrumentations).
- Enregistrement de données d'acquisition et contrôle de transfert de données.
- Concentrateur (acquisition de données et traitement avant leur transmission vers un ordinateur central).
- Convertisseur de média, par exemple de bande perforée vers bande magnétique.
- Serveur d'impression.
- etc.

## Logiciels
Les logiciels de base fournis étaient, :
- Albit, un assembleur symbolique
- Elbug, un débugueur.
- Plusieurs bibliothèques de sous-programmes et fonctions
  - Calculs sur des nombres à virgule flottante
  - Fonctions arithmétiques
  - Fonctions de diagnostic
  - Bibliothèque de sous-programmes divers

## Architecture de l'unité centrale

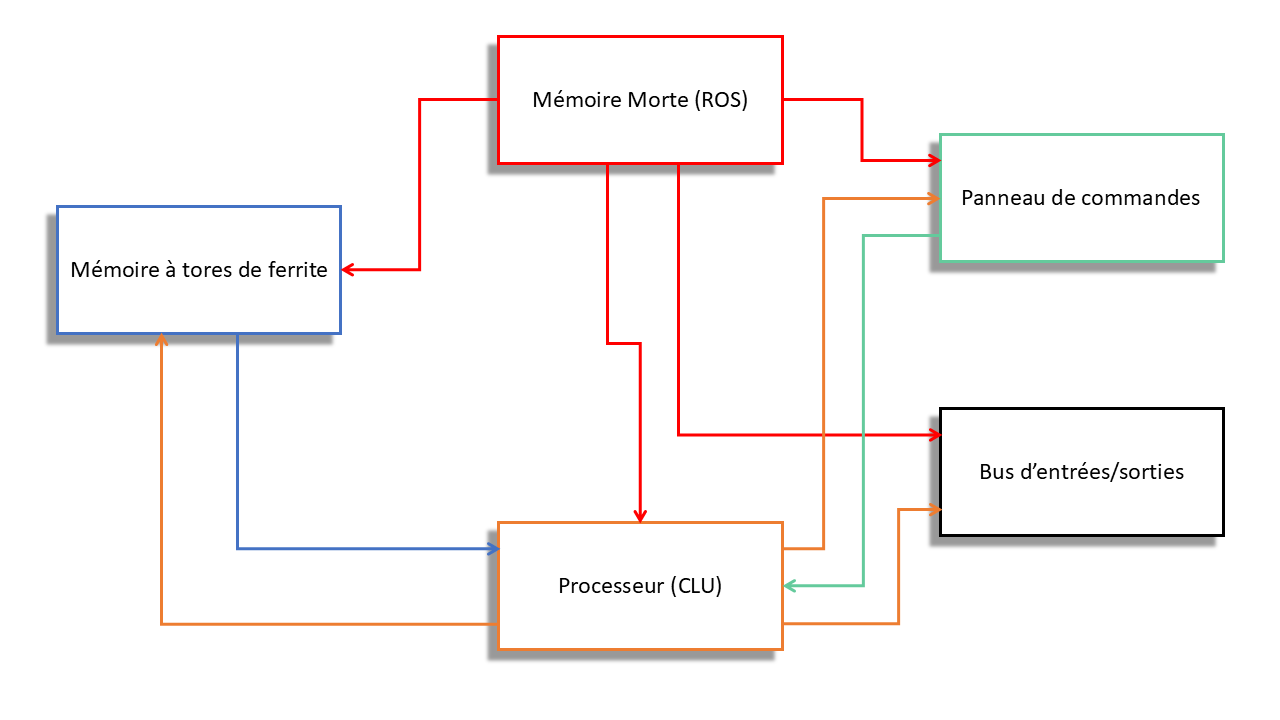
Organisation de l'Elbit 100

### La mémoire centrale
C'est une mémoire à tores de ferrite d'une capacité maximum de 4 K mots de 12 bits. Elle est paginée en 16 pages de 256 mots. Son temps de cycle est de 2 μs. Elle est interfacée avec le reste des éléments via les registres classiques, le MAR et MIR (voir ci-dessous).

### La mémoire de microprogramme
C'est l'élément qui va jouer le rôle du séquenceur et va directement contrôler tous les autres éléments de la machine; l'Elbit 100 est donc une architecture microprogrammé horizontale. Cette ROM est appelée ROS pour Read-Only Store (Mémoire à Lecture Seule) et à un temps de cycle court : 400 ns tandis que sa taille est de 256 mots de 12 bits. Chaque mot est une microinstruction. Elle occupe deux cartes dans la machine. La technologie choisie est le couplage résistif imprimé : les résistance sont sérigraphiées. Des ROMs vierges sont disponibles, sur lesquelles il suffit de gratter la résistance pour la programmer. Le constructeur affirme que ce type de fabrication améliore la fiabilité en comparaison de ceux qui utilisent des systèmes plus sophistiqués.
La souplesse du jeu d'instructions modifiable par l'intermédiaire de la ROS est mise en avant dans la communication autour de cette ordinateur. Elbit Computer donne comme exemple l'intégration possible de la fonction racine carré en microcode, permettant une exécution plus rapide et une réduction de la place occupé en mémoire centrale.

### L'unité de calcul
Elbit utilise la terminologie CLU - Central Logic Unit - au lieu du traditionnel ALU (Arithmetic and Logic Unit). Le fabricant souligne que la CLU est sous le contrôle du ROS et de l'horloge. La CLU est constitué d'un additionneur parallèle rapide de 4 bits, qui est aussi la taille de tous les registres. Ainsi, pour effectuer une opération sur 12 bits il faut en faire 3, en prenant garde au traitement adéquat de la retenue. Les deux entrée de l'additionneur sont un registre spécifié par le ROS et le contenu du registre transfert. La soustraction est gérée comme une addition en complément à 2.

### Les registres
L'accumulateur de 12 bits est le résultat de l'accumulation de 3 valeurs de 4 bits. Sa valeur peut être affichée et modifiée sur le panneau de contrôle de l'Elbit 100. Il est aussi accessible via le bus d'entrée-sortie.
Le MAR (Memory Address Register) de 12 bits contient l'adresse d'une case mémoire. Il est formé de 3 champs de 4 bits, [W, V, U] où W contient le numéro de page et [V, U] l'adresse de la case dans la page donnée. La mémoire est donc paginée en 24 = 16 pages de 256 mots, pour un maximum de 4 Kmots. La partie [V, U] (8 bits) peut aussi être générée sur le bus d'entrée-sortie, ce qui permet donc d'adresser 256 canaux.
Le MIR (Memory Information Register) de 12 bits est destiné à recevoir la donnée lu depuis la mémoire centrale. Sous le contrôle du ROS, certains opérations peuvent être faite, comme des décalages, sur des groupes de 4 bits.
Les registres de retenues, C1 à C7, de 1 bit, sont au nombre de 6. Ils sont internes sauf un (C3).
Le compteur ordinal (program counter) de 8 bits, chaque partie de 4 bits étant appelés 2T et 1T, contient l'adresse dans la page W où se trouve l'adresse de la prochaine instruction à exécuter.
La documentation indique que d'autres registres existent, mais ne sont visibles que par la ROS.

### Le jeu d'instructions
Elbit Computer met en avant le langage assembleur ESL (Elbit Symbolic Langage) et indique qu'il est orienté vers un public d'ingénieurs ou de scientifiques. Les instructions suivent le format [F, S], avec F contenant le code de l'instruction sur 4 bits et S l'adresse de l'opérande sur 8 bits. Un champ de 4 bits ne permettant que 16 opérations la majorité des instructions utilisent aussi le champ S pour la définir, c'est par exemple le cas pour toutes les instructions commençant par 3.
Ils ont aussi défini un « hexadécimal Elbit » qui n'utilise pas le chiffre A en hexadécimal, et donc commence à B = 1010 ; C = 1110, etc. jusqu'à G = 1510.
| Type        | Mnemonique | Code | Description                                              | Remarques                           |
| ----------- | ---------- | ---- | -------------------------------------------------------- | ----------------------------------- |
| LOAD        | LDA        | Gxx  | Load Accumulator from current page                       | soit Fxx en hexadécimal             |
| LOAD        | LDI        | 8xx  | Load Accumulator from Indirect Address                   |                                     |
| LOAD        | LDS        | 7xx  | Load Accumulator with S portion of Instruction           | Valeur immédiate dans l'instruction |
| STORE       | STA        | 6xx  | Store accumulator in memory                              | G=F16 Fxx en hexa donc.             |
| STORE       | STI        | 0xx  | Store accumulator to Indirect Address                    |                                     |
| STORE       | STS        | Fxx  | Store S portion of the Accumulator                       |                                     |
| JUMP        | JMA        | 38F  | Jump According to Accumulator                            |                                     |
| JUMP        | JMI        | 2xx  | Jump According to Indirect Address                       |                                     |
| JUMP        | JMS        | Bxx  | Jump According to S portion of Instruction               |                                     |
| ARITHMETIC  | ADA        | 5xx  | Binary Addition to Accumulator                           |                                     |
| ARITHMETIC  | SBA        | Exx  | Binary Subtraction from Accumulator                      |                                     |
| ARITHMETIC  | ADM        | Dxx  | Add to memory                                            |                                     |
| SKIP        | SNA        | 34n  | Skip n Instructions (n=1-15) on Negative Accumulator     |                                     |
| SKIP        | SPA        | 33n  | Skip n Instructions on Positive Accumulator              |                                     |
| SKIP        | SIC        | 37n  | Skip n Instructions if carry exists                      |                                     |
| SKIP        | SNZ        | 30   | Skip n Instructions if Accumulator not Zero              |                                     |
| SKIP        | SFN        | 31   | Skip n Instructions if F portion of Accumulator not Zero |                                     |
| OPERATIONAL | DTR        | 4xx  | Direct Transfert                                         | ou "JIP Unconditional Jump"         |
| OPERATIONAL | IZS        | 9xx  | Increment memory, Skip if Zero                           |                                     |
| OPERATIONAL | MSK        | 1xx  | Mask the Accumulator                                     |                                     |
| OPERATIONAL | CLF        | 3B7  | Clear F portion of the Accumulator                       |                                     |
| OPERATIONAL | CLC        | 3F7  | Clear Carry                                              |                                     |
| OPERATIONAL | CMA        | 3FD  | Complement Accumulator                                   |                                     |
| OPERATIONAL | CMS        | 3GD  | Complement S Portion of Accumulator                      |                                     |
| OPERATIONAL | LSH        | 3FG  | Left Shift of Accumulator and carry one bit              |                                     |
| OPERATIONAL | RAL        | 3D0  | Rotate Accumulator Left 4 bits                           |                                     |
| OPERATIONAL | RAR        | 396  | Rotate Accumulator Right 4 bits                          |                                     |
| OPERATIONAL | CHP        | 3EE  | Change Page                                              |                                     |
| I/O         | IOP        | Cxx  | Input/Output                                             |                                     |
| I/O         | BIP        | 384  | Block Input                                              |                                     |
| I/O         | ARI        | C02  | Arm Interrupt                                            |                                     |
| I/O         | DRI        | C01  | Disarm Interupt                                          |                                     |
| I/O         | INT        | 3EF  | Internal Interupt                                        | Génère une trappe                   |
| HALT        | STP        | 3BE  | STOP                                                     |                                     |
| HALT        | HLT        | 3D3  | HALT                                                     |                                     |
| HALT        | BRK        | 3D5  | BREAK                                                    |                                     |
| HALT        | WAT        | 3B5  | WAIT                                                     |                                     |
| ?           | NOP        | ?    | No Operation                                             | Pas d'information                   |

## Périphériques
L'elbit 100 est typiquement accompagné d'un télétype compatible ASR33. Dans leur brochures Elbit propose aussi :
- un lecteur de bande perforée rapide (photoélectrique), type Digitronics 2500 ou mécanique (lent) comme le Invac R 360.
- un perforateur de bande perforée
- lecteur/enregistreur de bandes magnétiques
- convertisseur numérique/digital ou digital numérique
- imprimante, plotter